# Димитър Хлебаров (офицер)
Вижте пояснителната страница за други личности с името Димитър Хлебаров.
Димитър Христов Хлебаров е български офицер, бригаден генерал.

## Биография
Роден е на 15 февруари 1969 г. в Нова Загора. Завършва специалност „Свързочни войски – радио и радиорелейни средства за свръзка“ Висшето народно военно училище „Васил Левски“ във Велико Търново през 1992. Първоначално е командир на учебен взвод в свързочния полк в Нова Загора (1992 – 2000). От 2000 до 2001 г. е командир на рота. Бил е началник-щаб на батальон (2001 – 2003). През 2005 г. завършва „Организация и управление на комуникационните и информационните системи в оперативно-тактическите формирования в БА“ във Военната академия „Г. С. Раковски“ в София. От 2005 до 2006 г. е старши помощник-началник на отдел, а от 2006 до 2008 г. е помощник-началник на направление. През 2008 г. за известно време е помощник-началник на отдел. В периода 2009 – 2016 г. е главен експерт. През 2017 г. завършва във Военната академия в София „Стратегическо ръководство на отбраната и въоръжените сили“. След това е началник на сектор „Планиране на комуникационната и информационната поддръжка в отдел „КИС“ на Съвместното командване на силите. От 13 март 2018 г. е командир на военно формирование 28860 – Горна Малина (Мобилна КИС). Остава на тази позиция до 4 декември 2019 г. След това е началник на отдел.
От 3 октомври 2022 г. е назначен за командир на Командване за комуникационно-информационна поддръжка и киберотбрана и удостоен със звание бригаден генерал На 20 август 2024 г. е освободен от длъжността командир на Командване за комуникационно-информационна поддръжка и киберотбрана и назначен за директор на дирекция „Комуникационни и информационни системи“ в Министерство на отбраната, считани от 28 август 2024 г.
Награждаван е с Награден знак „За отлична служба“ – II степен.

## Образование
- ЕСПУ „Христо Ботев“ – Нова Загора (до 1987)
- Висше народно военно училище „Васил Левски“, Велико Търново (1987 – 1992), „Свързочни войски – радио и радиорелейни средства за свръзка“
- Военна академия „Г. С. Раковски“ (2003 – 2005), „Организация и управление на комуникационните и информационните системи в оперативно-тактическите формирования в БА“
- Военна академия „Г. С. Раковски“ (2013), стратегически курс
- Военна академия „Г. С. Раковски“ (2016 – 2017), „Стратегическо ръководство на отбраната и въоръжените сили“

## Военни звания
- Лейтенант (1992)
- Старши лейтенант (1995)
- Капитан (1999)
- Майор (2005)
- Подполковник (2008)
- Полковник (20 август 2017)
- Бригаден генерал (3 октомври 2022)